# Ненужная победа
Ненужная победа — повесть-мистификация русского писателя Антона Павловича Чехова. Впервые была опубликована в журнале «Будильник» в июне — августе 1882 года (№ 24—34) под подписью «А. Чехонте» с подзаголовком рассказ.

## Сюжет
Повесть написана в девяти главах. В повести описывается жизнь и смерть молодой венгерской певицы Ильки. Автор повести пишет в заключении свою версию написания повести. Повесть была написана репортером д’Омареном, влюбленным в Ильку. Д’Омарен узнал в Венгрии о смерти любимой, после чего заболел, поселился в гольдаугенском лесу и написал повесть о «красавице Ильке». Однажды реальный автор повести проезжал через гольдаугенский лес, познакомился с д’Омареном, читал его повесть и перевёл на русский язык.
Главная героиня рассказа была дочерью бедного музыканта. Однажды графиня Гольдауген ударила хлыстом отца Ильки после того, как тот спел патриотическую венгерскую песню против австрийцев. Илька оскорблена поступком графини и хочет ей отомстить. Она полюбила обедневшего барона фон Зайниц, любовника графини. Барон влюбляется в Ильку. Зайниц требует, чтобы Илька достала приданого в один миллион. Это Ильке удается, когда она стала известной певицей. Она разыгрывала себя в Париже «по жребию» за 100 000 франков в Париже за развратную любовь. Старик, которому певица досталась, был напоен морфием. Накопив на приданое один миллион франков, Илька вернулась в Австрию и вышла замуж за Зайница. Этим она отомстила графине. Однако та прощает певицу перед ее смертью от отравления. Пострадал и барон фон Зайниц. Пельцеры прислали ему подложное завещание, за которое он был осужден и лишен баронского достоинства.

## Персонажи
- Илька Цвибуш по прозвищу Собачьи Зубки, 17 лет. Уличная певица, играющая на арфе
- Цвибуш, отец Ильки. Уличный музыкант преклонного возраста, играющий на скрипке
- Тереза фон Гольдауген, графиня. Урождённая баронесса фон Гейленштраль. Жена графа Гольдаугена
- Артур фон Зайниц, барон. Молодой охотник, 28 лет. Любовник Терезы
- Сильвия фон Зайниц, сестра Артура
- Борис Пельцер, муж Сильвии
- Марта Блаухер
- Старый и молодой Фрицы (отец и сын). Гольдаугенские крестьяне
- Мадмуазель Бланшар, владелица театра в Париже
- Альфред Дезире, драгун
- Адольф Бах, сын банкира
- Андре д’ Омарен, репортёр газеты «Фигаро», знакомый Ильки по Франции.
- Марк Луврер, пожилой парижский фабрикант

## История создания
По воспоминаниям русского прозаика А. В. Амфитеатрова: «Однажды в моем присутствии он <А. П. Чехов> держал пари с редактором „Будильника“, А. Д. Курепиным, что напишет повесть, которую все читатели примут за повесть Мавра Иокая, — и выиграл пари, хотя о Венгрии не имел не малейшего представления, никогда в ней не бывал. Его молодой талант играл, как шампанское, тысячами искр». Такова история создания повести «Ненужная победа». В России переводы произведений венгерского писателя Мавра Иокая (1825—1904) были изданы в конце 1870-х годов. Они издавались журналах «Иллюстрированный мир», «Нива», «Иллюстрированный мир» и были популярны у читателей.
Повесть А. П. Чехова впервые напечатана в журнале «Будильник» в июне — августе 1882 года (№ 24—34) под подписью «А. Чехонте» с подзаголовком рассказ.

## Отзывы современников
У современников повесть имела успех. Персонаж повести Илька, ассоциировался с именем венгерской певицы Этельки Герстер-Гардини, которая в 1882 году выступала в Москве.
По мнения современного исследователя творчества Чехова, Г. А. Бялого: «…в „Ненужной победе“ перед нами совсем иной мир: большие люди, большие страсти, резкие столкновения, социальные конфликты, — жизнь, богатая действием и событиями. Мелодраматические элементы сюжета и стиля настолько густо насыщают повесть, что невольно возникает предположение о ее пародийном характере. Однако для пародии здесь недостает карикатурности, нарочитости, подчеркнутой ироничности тона. Пародии здесь нет, но есть известная стилизация <…> и, что самое интересное, есть в этой повести апофеоз сильных людей и благородных натур».

## Экранизации и театральные постановки
По материалам повести «Ненужная победа» писали киносценарии к фильмам «Карьера уличной певички», «Ненужная победа» (1918), «Илька», «Конец рода Вунич» (1924), режиссёр Олег Фрелих(дебют в качестве режиссёра).